# شركة نفط وطنية
شركة نفط وطنية (national oil company) أختصاراً (NOC) هي شركة نفط وغاز مملوكة بالكامل أو مملوكة بالأغلبية من قبل حكومة وطنية. وفقًا للبنك الدولي، شكلت شركات النفط الوطنية 75٪ من إنتاج النفط العالمي وسيطرت على 90٪ من احتياطيات النفط المؤكدة في عام 2010.
بسبب هيمنتها المتزايدة على الاحتياطيات العالمية، ارتفعت أهمية شركات النفط الوطنية بالنسبة لشركات النفط الدولية (IOCs)، مثل إكسون موبيل أو بي بي أو رويال داتش شل، بشكل كبير في العقود الأخيرة. كما تستثمر شركات النفط الوطنية بشكل متزايد خارج حدودها الوطنية.

## روابط خارجية
- شركات النفط الوطنية وخلق القيمة (دراسة البنك الدولي، 2010)

## Rمراجع
1. ↑  Tordo, Silvana (2011). "National oil companies and value creation". مؤرشف من الأصل (PDF) في 2022-02-10. {{استشهاد بدورية محكمة}}: الاستشهاد بدورية محكمة يطلب |دورية محكمة= (مساعدة)